# Killian Lokembo
Killian Lokembo Lokaso (6 juni 2002) is een Belgisch voetballer met Congolese roots die onder contract ligt bij Sporting Charleroi. Hij is de zoon van ex-profvoetballer Fabrice Lokembo-Lokaso.

## Carrière
Lokembo genoot, op één seizoen bij Mouscron-Péruwelz na, zijn jeugdopleiding bij Sporting Charleroi. Op 27 december 2021 maakte hij er zijn officiële debuut in het eerste elftal van de club: in de competitiewedstrijd tegen Oud-Heverlee Leuven (0-3-verlies) kreeg hij een basisplaats van trainer Edward Still.

## Clubstatistieken
| Seizoen         | Club               | Land            | Competitie         | Competitie | Competitie | Beker | Beker | Supercup | Supercup | Europees | Europees | Totaal | Totaal |
| Seizoen         | Club               | Land            | Competitie         | Wed.       | Dlp.       | Wed.  | Dlp.  | Wed.     | Dlp.     | Wed.     | Dlp.     | Wed.   | Dlp.   |
| --------------- | ------------------ | --------------- | ------------------ | ---------- | ---------- | ----- | ----- | -------- | -------- | -------- | -------- | ------ | ------ |
| 2021/22         | Sporting Charleroi | Vlag van België | Jupiler Pro League | 20         | 1          | 1     | 0     | —        | —        | —        | —        | 21     | 1      |
| Carrière totaal | Carrière totaal    | Carrière totaal | Carrière totaal    | 20         | 1          | 1     | 0     | 0        | 0        | 0        | 0        | 21     | 1      |

Bijgewerkt op 15 februari 2022.